# Sør-Arnøya

Sør-Arnøya est une île de la commune de Gildeskål , en mer de Norvège dans le comté de Nordland en Norvège.

## Description
L'île de 4 km2 se trouve directement au sud de Nord-Arnøya, séparée par l'Arnøysundet. Il y a un pont de 100 m de long reliant les îles. Elle est située à l'ouest de l'île voisine de Sandhornøya.
Sur Sør-Arnøya se trouve le village de pêcheurs et la zone urbaine de Sørarnøy. Il existe une liaison par car-ferry avec Sandhornøya et sur le continent, une liaison par bateau rapide avec Bodø, entre autres.

## Galerie

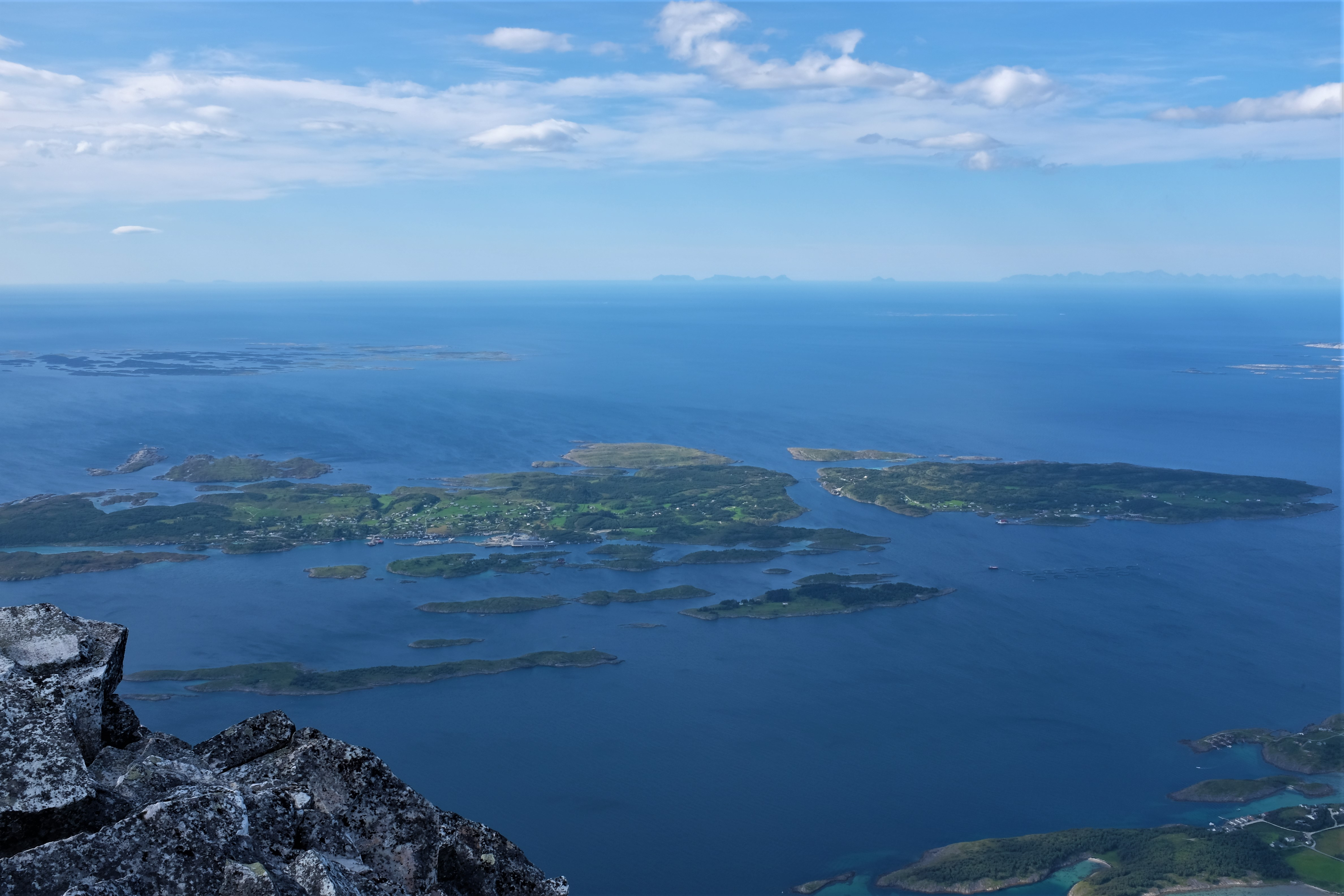
Sør-Arnøya et Nord-Arnøya
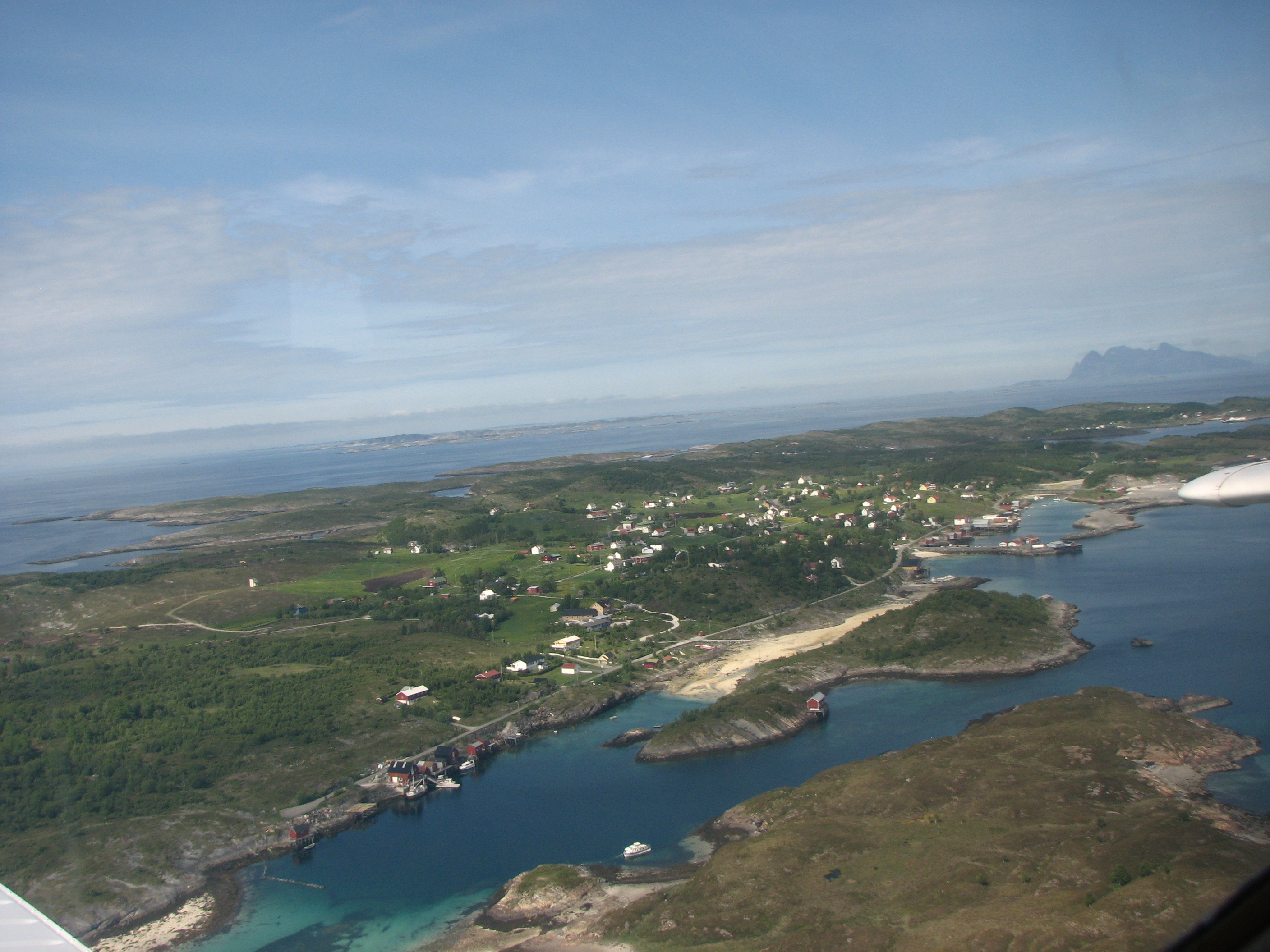
Sør-Arnøya
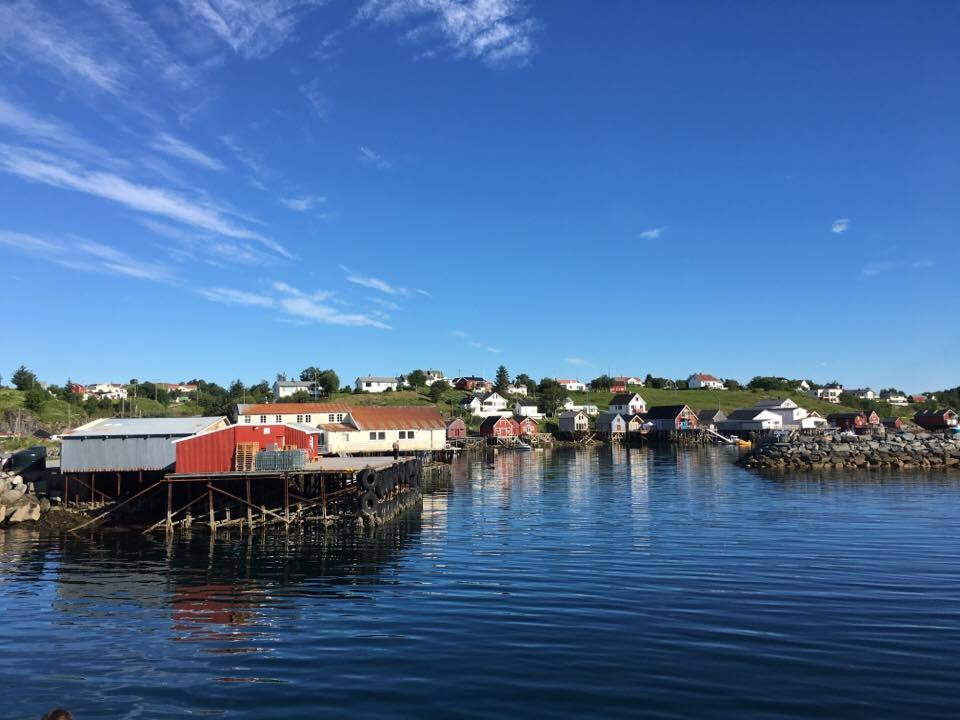
Le port de Sørarnøy